# Styrelsen för u-landsforskning
Styrelsen för u-landsforskning, på engelska Swedish Agency for Research Cooperation with Developing Countries (SAREC), var en svensk statlig biståndsmyndighet för forskningssamarbete.
SAREC bildades 1975 och blev 1979 en självständig myndighet. År 1995 gick den upp i, och blev en avdelning inom, det ombildade Sida.
Myndigheten hade till uppgift "att främja forskning som kan underlätta för u-länderna att utvecklas mot ökat självbestämmande och mot ekonomisk och social rättvisa."

## Historik
Sverige har gett forskningsstöd i någon form ända sedan 1950-talet. På den tiden gick stödet i stor utsträckning till forskning i västvärlden som kunde appliceras i låginkomstländer, ofta i form av stipendier eller stöd till FN-organ.
Sveriges regering initierade 1971 en utredning om forskningsstöd som ett biståndsverktyg. Utredarna menade att biståndet måste bygga på fattiga människors verklighet. Forskningsstöd kunde vara ett sätt för Sverige att underlätta för länder att själva ha huvudansvaret för rättvis och hållbar utveckling. Dessutom skulle Sverige genom att bedriva egen utvecklingsforskning få ökade kunskaper om sin omvärld.
Utredningen resulterade i rapporten Forskning för utveckling (1973). Regeringen bildade 1975 Beredningen för u-landsforskning, som senare ombildades SAREC. Denna var då en rådgivande institution till Sida, men blev 1979 den fristående myndigheten SAREC.
Främjandet av låginkomstländernas egen förmåga att forska har sedan dess varit huvudinriktningen för svenskt forskningssamarbete. Sverige har också drivit på en sådan inriktning i internationell biståndsdebatt. År 1979 arrangerade FN en konferens i Wien om hur vetenskap kan främja utveckling. Huvudämnet var hur teknologi kan överföras till låginkomstländer, medan Sverige drev ståndpunkten att uländernas kapacitet att bedriva egen vetenskap var viktigare. 

### Internationellt regionalt och bilateralt stöd
Under de första tio åren gick mycket stöd till internationella organisationer såsom WHO och CGIAR. Genom att slå ihop resurser till stora organisationer kunde bistånd leda till stora satsningar, såsom WHO-kampanjen för att utrota smittkoppor under 1970-talet. 
Stöd lämnades också till mindre organisationer med också mer geografiskt bedränsad inriktning.
Bilatetala samarbeten upprättades med Bolivia, Sri Lanka, Tanzania, Vietnam, Zambia, Etiopien, Botswana, Guinea Bissau, Moçambique, Indien och Kuba. Senare har Sverige även samarbetat med Nicaragua, Rwanda och Uganda kring forskning. Dessa senare saknade i stort sett egen forskningskapacitet, och stödet gick framför allt till att bygga upp statliga universitet. Vissa av dessa länder får fortfarande forskningsstöd från Sverige.
I vissa länder ansågs det dock kontroversiellt att stödja lokala organisationer, särskilt inom samhällsvetenskaperna. Detta gällde särskilt i Latinamerika, där många länder under 1970-talet var diktaturer med en ofta skeptisk inställning till universiteten. I dessa fall kunde regionala organisationer vara väl placerade att avgöra vilka forskningsinstitutioner och -projekt som var relevanta i mottagarländerna, utan att framstå som lika kontroversiella.[förklaring behövs]
Svenskt forskningsstöd spelade en viss roll för att samhällsvetenskaplig forskning i Latinamerika skulle kunna fortgå under diktaturerna. Andra viktiga forskningsämnen var teknologi och industrialisering, jordbruk, hälsa, utbildning och kommunikation.

### Ökad tonvikt vid forskningsinstitutionerna
UD tog 1985 fram en inflytelserik utvärdering, Tio år med SAREC. Den påpekade att forskningsråden inte hade kunnat fylla sin funktion, då det inte fanns tillräckligt många kapabla institutioner att hänvisa stödet till. I utvärderingen kritiserades också det resultatinriktade perspektiv som dominerat i 80-talets början.
Detta ledde bland annat till ökat fokus på själva forskningsinstitutionerna. 1985 inleds sandwich-programmet, där doktorander får handledning i Sverige men samlar in data vid sina heminstitutioner. Syftet är att motivera doktoranderna att stanna i sina hemländer efter avslutad utbildning, för att forska och bygga upp sina heminstitutioner.

### Gradvis inkludering i Sida
År 1995 slogs biståndsmyndigheterna i Sverige (SAREC, BITS och Swedecorp och SIDA) samman i en ny myndighet, Sida. Beträffande forskningsbisyåndet inrättades också ett forskningsråd för att granska vetenskaplig kvalitet.
Vid denna tid kom relationen mellan forskare och politiker att få större betydelse för svenskt forskningssamarbete.[förklaring behövs] Sida uppmuntrade samarbetsländer att inrätta nationella strategier för forskning. Dessutom betonades att forskningen behöver nå beslutsfattare, så att de kan fatta informerade beslut.

### Chefer
- 1975-1980: Karl Eric Knutsson, forskningschef, generalsekreterare
- 1980-1983: Lars Anell, myndighetschef
- 1983-1991: Bo Bengtsson, myndighetschef
- 1992-1994: Anders Wijkman, myndighetschef
- 1995-1996: Johan Holmberg, avdelningschef i Sida
- 1996-1999: Rolf Carlman, avdelningschef i Sida
- 1999-2008: Berit Olsson, avdelningschef i Sida